# Eyramaður
Eyramaður är ett berg i republiken Island. Det ligger i regionen Austurland, 400 km öster om huvudstaden Reykjavík. Toppen på Eyramaður är 821 meter över havet.
Runt Eyramaður är det glesbefolkat, med 9 invånare per kvadratkilometer. Närmaste större samhälle är Reyðarfjörður, nära Eyramaður. Trakten runt Eyramaður består i huvudsak av gräsmarker.